# Carl Caspar von Siebold

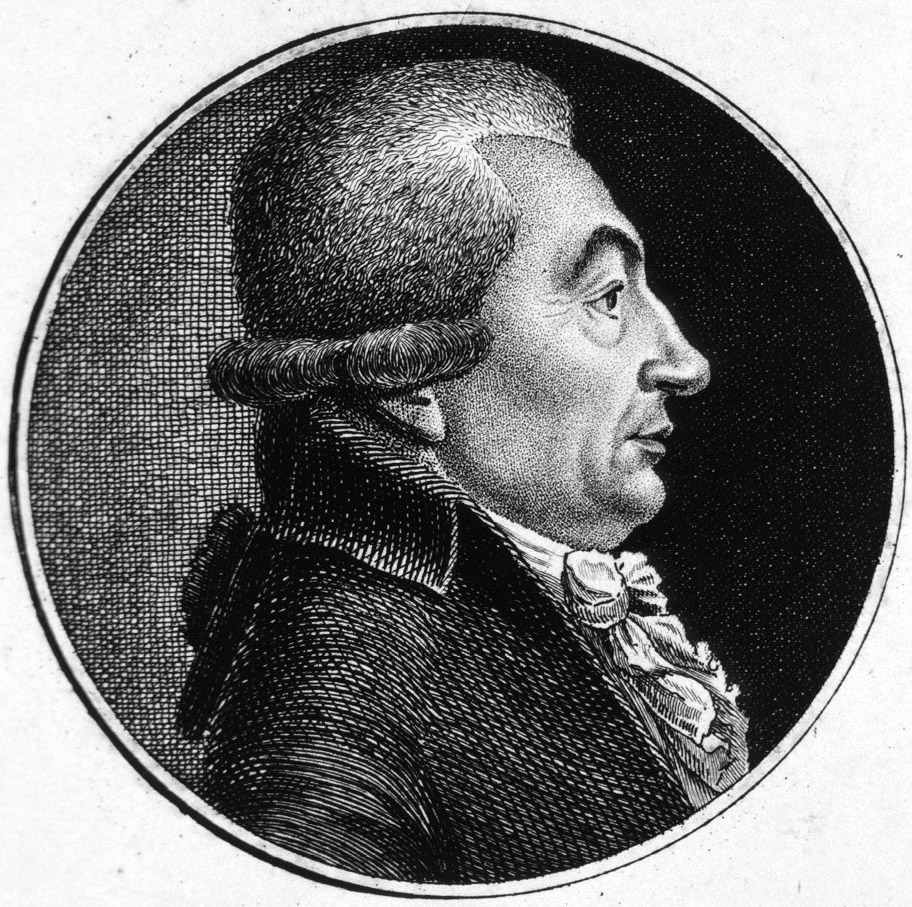
Carl Caspar Siebold, 1778

Carl Caspar Siebold (oder Karl Kaspar von Siebold, latinisiert Carolus Casparus Siebold, ab 1801 von Siebold, * 4. November 1736 in Nideggen / Herzogtum Jülich; † 3. April 1807 in Würzburg) war ein deutscher Anatom, Chirurg und Geburtshelfer und von 1769 bis 1803 Professor an der Universität Würzburg. Er hatte den Lehrstuhl für Anatomie, Chirurgie und Geburtshilfe inne und gilt als Begründer der modernen akademischen Chirurgie.

## Leben und Wirken
Siebold, geboren in der Eifel, war der einzige Sohn des Wundarztes Johann Christoph Siebold und dessen Ehefrau Esther Siebold, geborene Brünninghausen. Er besuchte Gymnasien in Düren und Köln. Nach einem 1752 aufgenommenen und 1753 mit der Promotion zum Baccalaureus abgeschlossenen Philosophiestudium in Köln, wurde Siebold ab 1755 zunächst von seinem Vater als Wundarzt ausgebildet und sammelte ab 1757 erste Erfahrungen als Feldscher während des Siebenjährigen Krieges in einem französischen Militärlazarett bzw. Militärspital in Wesel, bevor er zunächst nach Frankfurt und 1760 nach Würzburg verlegt wurde, wo er im Feldspital der verbündeten Kursächsischen Truppen als Unterwundarzt ärztlich tätig war. Am 1. August 1760 verließ er den französischen Militärdienst. Danach schloss er sich dem Würzburger Anatomieprofessor und Oberchirurgen Georg Christoph Stang (1703–1779) am Juliusspital, der Würzburger Universitätsklinik, als mit freier Kost und Wohnung im Juliusspital entlohnter Obergehilfe an, immatrikulierte sich an der Universität und studierte als 24-Jähriger Medizin in Würzburg. Zu seinen Kommilitonen gehörten etwa Melchior Adam Weikard und Adam Andreas Senfft.
In Würzburg, wo er am 30. März 1763 sein Examen mit Auszeichnung bestanden hatte, erhielt er von dem auf den erfolgversprechenden Chirurgen aufmerksam gewordenen Fürstbischof Adam Friedrich von Seinsheim ein auch von Stang unterstütztes Reisestipendium für Frankreich (Paris und Rouen), die Niederlande (Leiden) und England. Die Reise war mit mehreren Auslandsaufenthalten in Paris (wo er Schüler der Oberwundärzte George de la Faye (1699–1781) und Moreau (1647–1709) war und auch Antoine Petit, Raphaël Sabatier und André Levret kennenlernte), Rouen (wo er den Steinschnitt-Spezialisten für Blasensteinoperationen Claude-Nicolas Le Cat traf und dessen Operationsmethode er 1770 im Juliusspital anwandte), London (wo er John Hunter, William Hunter, Caesar Hawkins, Percivall Pott und den Chirurgen William Bromfield kennenlernte) und Leiden, wo er Kollegs an der Universität bei dem Anatomen Bernhard Siegfried Albin (1697–1770) und dem Pathologen David Gaub besuchte, sowie mit dem Auftrag, chirurgische Instrumente und andere Gerätschaften sowie seltene Bücher für die die Würzburger Universität und das Juliusspital zu besorgen, verbunden. Während dieser annähernd dreijährigen Studienreise schloss er unter anderem in Paris Freundschaften, so mit den Studenten und späteren Göttinger Professoren August Gottlieb Richter und Heinrich August Wrisberg. Zu seinen mit ihm befreundeten Kollegen gehörte auch Ernst Gottfried Baldinger. Nach seiner Rückkehr heiratete Siebold 1765 Veronica Stang (1744–1793), die Tochter seines Vorgesetzten, und wurde im März 1766 Leibwundarzt des Fürstbischofs Adam Friedrich von Seinsheim.
Siebolds Dissertation, eine der ersten Würzburger Doktorarbeiten, die eigene Beobachtungen schildert und mit Abbildungen versehen wurde, ist eine Beschreibung einiger Fallberichte und chirurgischer Erfahrungen, die er während seiner Studienreise gemacht hatte. Er erwarb den medizinischen Doktorgrad im Januar 1769 unter dem Präsidium von Johann Peter Ehlen (1715–1785). Danach begann er eine Tätigkeit als Adjunkt des ehemaligen Wundarztes Georg Ludwig Hueber (1703–1779), ein gebürtiger Würzburger, der von 1737 bis 1769 als ordentlicher Professor der Anatomie, Chirurgie, Chemie, Geburtshilfe und praktischen Medizin am Juliusspital vor allem theoretisch wirkte, und seines eher praktisch arbeitenden Schwiegervaters Georg Christoph Stang (1731 bis 1737 Professor für Anatomie und Chirurgie, nos 1779 Oberwundarzt; gestorben am 26. Januar 1779), dessen Aufgaben Siebold nach und nach übernommen hatte. Anschließend trat er deren auf ihn vereinigte Stellen als Oberwundarzt und Professor für Chirurgie. Anatomie und Geburtshilfe im Jahr 1769 an.
Mit Erlass vom 26. Mai 1769 erhielt er (nachdem eine Berufung des bereits angesehenen Chirurgen Lorenz Heister gescheitert war und noch vor seiner Promotion) die ordentliche Professur und damit als Nachfolger Huebers den Lehrstuhl für Anatomie, Chirurgie und Geburtshilfe an der Universität Würzburg. Als solcher begründete er Ende August 1769 die Chirurgische Universitätsklinik Würzburg. Im Jahr 1771 wurde er zum Mitglied der Kaiserlich Leopoldinisch-Carolinischen Akademie der Naturforscher (Leopoldina) gewählt und erhielt dort den Beinamen „Philotimus III“. Als Grundlagen seiner anatomischen Vorlesungen dienten ihm das Lehrbuch des Dänen Jacob Benignus Winslow, der in Paris lehrte, und die Tafelwerke des Leidener Anatomen Bernhard Siegfried Albin.

Erster moderner Operationssaal der Welt, errichtet 1805 von Carl Caspar von Siebold (Foto etwa aus dem Jahr 1890)

Zu Siebolds Zeit war die Wundarzneikunst noch im Schatten der Inneren Medizin gestanden und die akademische Chirurgie („Buchchirurgie“) noch abgekoppelt von der praktischen Ausführung der praktischen Chirurgie. Durch Berufung zum Oberwundarzt des Juliusspitals im Jahre 1776 kam Siebold, der 1774 auch Stadt- und Landhebammenmeister geworden war, in die Position, Theorie und Praxis verbinden zu können. Dies äußerte sich etwa in der Entwicklung neuer Operationsmethoden, wie zum Beispiel einer verbesserten Form der Staroperation (Herausschneiden der getrübten Augenlinse) ab 1766 oder der erfolgreichen Anwendung des Blasenschnitts zur Entfernung von Harnsteinen ab 1768, und Hygienemaßstäbe, welche 1805 zu der Einrichtung des ersten modernen Operationssaals der Welt führte, der bis zum Jahr 1890 genutzt wurde. Siebold war der erste Oberwundarzt am Juliusspital, von dem bekannt ist, dass er augenärztliche Operationen (ab 1766) durchführte; zuvor hatte er während seiner Studienreise nach Frankreich die neue Staroperation nach Jacques Daviel erlernt. Siebold erkannte auch bereits die Bedeutung der Primärheilung bei Wunden mit glatten Wundrändern. 1781 bewirkte er ein Verbot medizinischer Heilbehandlungen durch Geistliche und 1784 regte er eine Verordnung an, die Chirurgen, Wundärzten oder Badern ohne Examinierung durch die Würzburger Universität das Praktizieren im Hochstift Würzburg untersagte. Den auf dem Gelände des Juliusspitals befindlichen Anatomiepavillon der Universität ließ er von 1786 bis 1788 aus- und umbauen. Im Jahr 1788 war er zudem Dekan der Medizinischen Fakultät. 1789 installierte er die Stelle eines anatomischen Prosektors, die zuerst Siebolds Gehilfe Franz Caspar Hesselbach bekam.
Um seine (auch in Kontroversen mit der Obrigkeit durchgesetzten) Verdienste als Wundarzt im Krieg um 600 verwundete Soldaten der Schlacht um Würzburg und das Kürnachtal im Jahr 1796, bei welcher der Reichsmarschall und Erzherzog Carl von Österreich Truppen des französischen Generals Jean-Baptiste Jourdan schlug, zu würdigen, wurde Siebold, der auch schon 1784 als Princeps chirurgorum galt, am 1. Oktober 1801 durch den Kaiser Franz II. in den Reichsadelstand erhoben und ihm damit ein erblicher Adelstitel verliehen. Siebold, seine Söhne Christoph, Barthel und Adam Elias Siebold sowie der Mediziner Johann Nicolaus Thomann (1764–1805) hatten 1796 im Juliusspital zahlreiche Soldaten beider Armeen versorgt.
Parallel zu den Bemühungen von Meinolph Wilhelm (1725–1794), eine Medizinische Klinik in Würzburg zu errichten, entstand unter Siebold erstmals eine eigenständige Chirurgische Klinik. Siebold, dessen Chirurgenschule und Ruhm Studenten und Kollegen aus dem gesamten deutschsprachigen Raum anzog, gehört zu den Ersten in Deutschland, welche die Chirurgie in die Gesamtmedizin integrierten; zudem leitete er die erste Blütezeit der Medizinischen Fakultät Würzburgs ein. Er war 1784 entscheidend am Zustandekommen einer ärztlichen Standesordnung beteiligt, nach der „in hochfürstlichen Landen kein Chirurgicus, Wundarzt oder Bader auf- und angenommen wird, wenn solcher nicht vorher von der medizinischen Fakultät gründlich geprüft sei“. Einen ehrenvollen Ruf nach Berlin lehnte er 1787 ab.
Am Ende des 18. Jahrhunderts führte Siebold einen Kaiserschnitt durch, bei dem die Mutter des lebendig entbundenen Kindes noch 25 Stunden am Leben blieb.
Im Jahr 1798 wurde auf Veranlassung des fürstbischöflichen Hofrats bzw. geheimen Rats Carl Caspar Siebold und dessen Söhnen der talentierte Instrumentemacher Johann Georg Heine nach Würzburg berufen, wo er später das Fach Orthopädie begründete. 1803 wurde Carl Caspar von Siebold, der bereits nicht mehr operierte, emeritiert. Seine Nachfolge als Professor der Chirurgie hatte bereits 1797 sein Sohn Johann Barthel von Siebold angetreten. Carl Caspar von Siebold starb 1807, nachdem er sich von einem Schlaganfall nicht mehr erholt hatte. Barthel von Siebold wurde nach dem Tod seines Vaters offiziell vom Großherzog als nachfolgender Oberwundarzt bestätigt. Weder Carl Caspar noch Barthel von Siebold hatten ein Lehrbuch veröffentlicht.

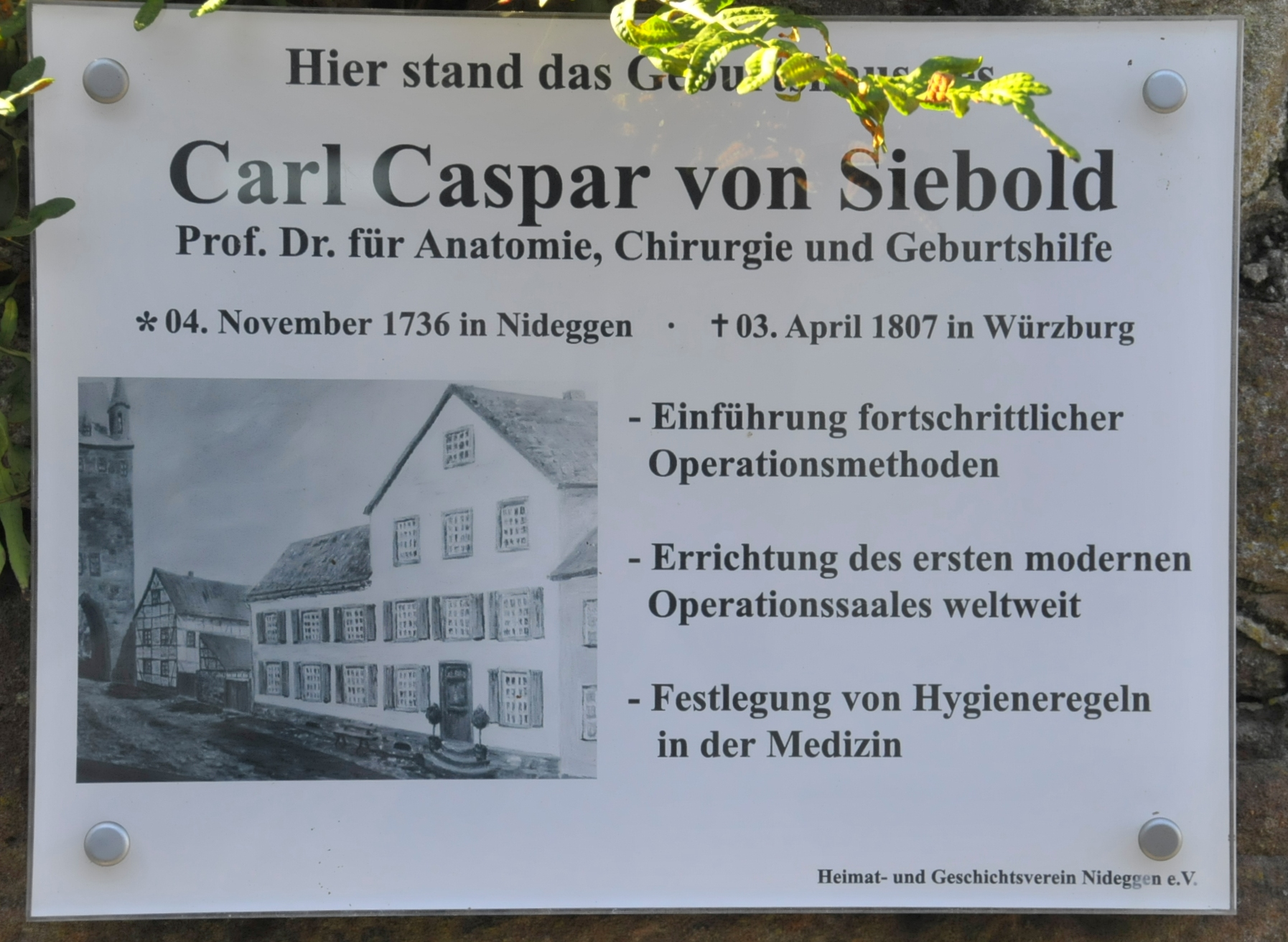
Gedenktafel in Nideggen beim ehemaligen Geburtshaus von Siebold

An seinem 275. Geburtstag wurde an dem noch vorhandenen Mauerrest seines Geburtshauses eine Gedenkplakette angebracht. Sie wurde am 4. November 2011 von Bürgermeisterin Margit Göckemeyer enthüllt.
Die Zeit, als Siebold und drei bzw. vier seiner Söhne gleichzeitig am Juliusspital wirkten, wird als Sieboldiana bzw. ihre die Blütezeit der Würzburger Medizinischen Fakultät einleitenden Wirkungsstätte als Academia Sieboldiana bezeichnet.

## Schüler und Assistenten
Schüler und Assistenten von Siebolds waren unter anderem:
- Kaspar Gutberlet (1748–1832)[34]
- Johann Peter Weidmann (1751–1819)
- Georg Anton Markard (1755–1816)[35]
- Ignaz Franz Rösch (1757–1822)[36]
- Franz Kaspar Hesselbach (1759–1816)[37]
- Johann Jakob Hartenkeil (1761–1808)[38]
- sein Vetter Hermann Joseph Brünninghausen (1761–1834)[39]
- Johann Friedrich Meckel (1781–1833)
- Nicolaus Anton Friedreich (1761–1836)
- sein Sohn Georg Christoph Siebold (* 1767)[40]
- Karl Christian Klein (1772–1825)[41]
- Konrad Johann Martin Langenbeck (1776–1851)
- Johann Peter Weidmann (1751–1819)
- Vinzenz Adelmann (1780–1850)[42]

## Ehe und Nachkommen
Siebold heiratete, nach seiner Rückkehr von einer medizinischen Bildungsreise, am 15. Juni 1765 Anna Margaretha Veronica Stang (* 9. Februar 1744; † 12. November 1793), die Tochter von Georg Christoph Stang. Das Paar hatte mehrere Söhne:
- (Johann) Georg Christoph Siebold (* 30. Juni 1767 in Würzburg; † 18. Januar 1798, gestorben an der „(Lungen-)Schwindsucht“[43] bzw. einem Lungenleiden[44]), führte als Nachfolger seines Vaters an der Medizinischen Klinik des Juliusspitals den medizinisch-klinischen Unterricht[45] ein, Professor der Heilkunde, Geburtshilfe und Chirurgie ⚭ Maria Apolonia Josepha Lotz (* 29. September 1768; † 13. November 1845), Eltern von Philipp Franz von Siebold
- (Johann Heinrich) Theodor Damian (* 14. August 1768; † 6. Dezember 1828), Medizinalrat ⚭ 1795 Regina Josepha von Siebold bzw. Marianne Regine Caroline Josephine Henning verwitwete Heiland (promovierte Geburtshelferin; * 14. Dezember 1771; † 28. Februar 1849), Mediziner, Stadtphysikus, Obermedizinalrat und Ehrendoktor
- Johann Bartholomäus „Barthel“ (* 3. Februar 1774; † 28. Januar 1814), Chirurg und Anatom ⚭ Magarethe Schmitt
- Adam Elias (* 5. März 1775; † 12. Juli 1828), Mediziner an der Geburtshilflichen Klinik in Würzburg

⚭ 1800 Sophie Luise Schaeffer (1779–1816), Eltern von Carl von Siebold, Arzt und Zoologe
⚭ 1823 Friederike Auguste Pauly (1806–1845)

## Veröffentlichungen (Auswahl)
- Rede von den Vortheilen, welche der Staat durch oeffentliche anatomische Lehrveranstaltungen gewinnt. Bey der feyerlichen Einweyhung des neuen anatomischen Theaters im Julius Spital zu Wirzburg den 9. Julius 1788. Grattenauer, Nürnberg 1788.
- Historia tumoris et haemorraghiae alveolaris chronicae feliciter sanatae cum epicrisis. Programma, quo ad inaugurationem solemnem theatri anatomici in nosocomio a divo Iulio erecto, munificentia clementissima Principis exstructi, ampliati, exornati, die IX. Julii MDCCLXXXVIII oratione peragendam invitat C. C. Siebold. Stiftung Juliusspital, Würzburg 1788 (in Juliusspital-Archiv, Akte 4486).
- Chirurgisches Tagebuch. Grattenauer, Nürnberg 1792 (online – Internet Archive).
- Über Quacksalber im Wirzburgischen und dessen Nachbarschaft. In: Journal von und für Franken. Band 5, 1792, S. 454–562.
- Dissertatio Inauguralis Philosophico-Medica Sistens Tentamen Evolvendi Notionem De Sanitate Hominis. F. E. Nitribitt, Würzburg 1794. (Digitalisat)
- mit Adalbert Friedrich Marcus: Beschreibung der letzten Krankheit des Hochwürdigsten […] Herrn Franz Ludwig, Bischofes zu Bamberg und Würzburg […] aus dem reichsfrey-adeligen Geschlechte von und zu Erthal. Sartorius, Würzburg 1795.
  - mit anderen: Historia morbis feralis […] Domini Francisci Ludovici, Episcopi Bambergensis et Wirceburgensis […]. Sartorius, Würzburg 1795.